# Palais Bourbon

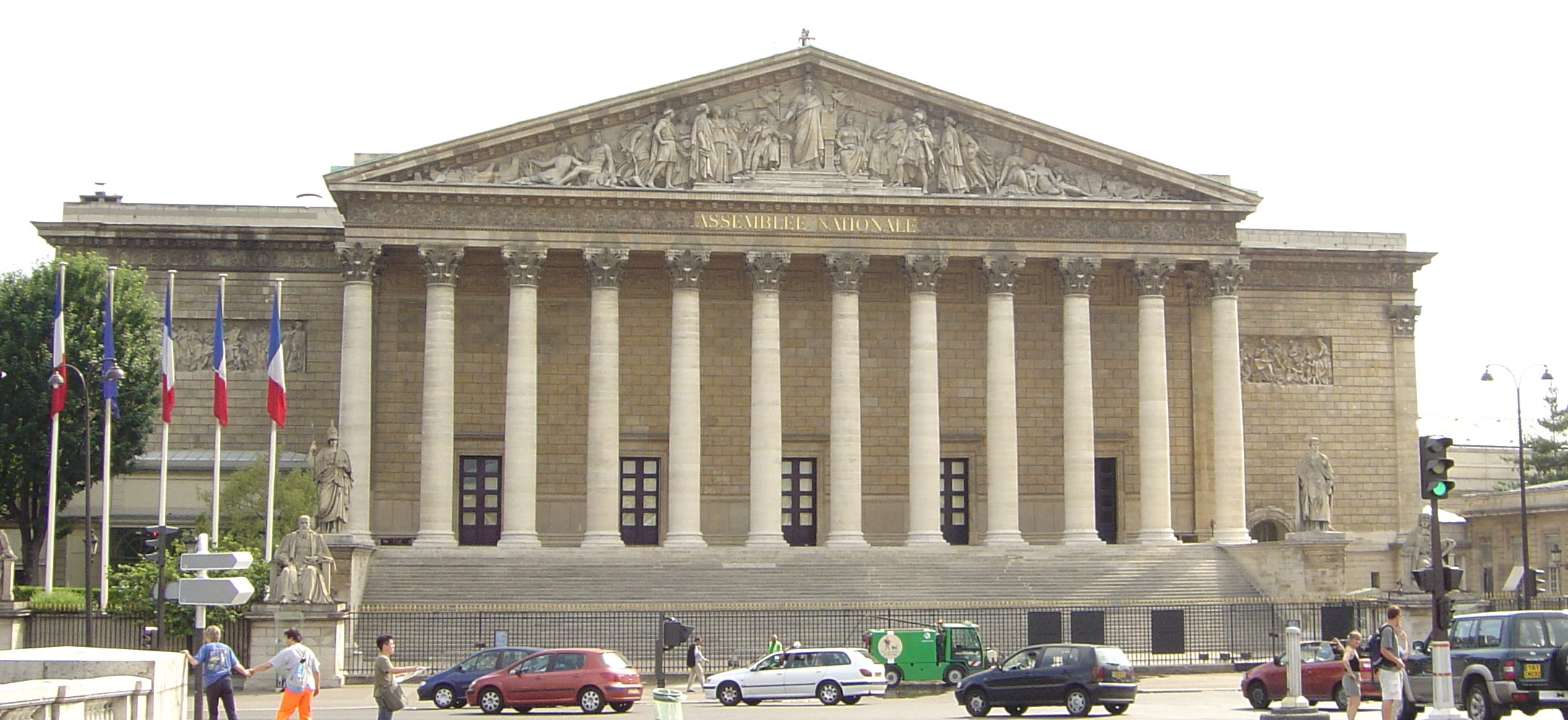
Palais Bourbon

Palais Bourbon (Bourbonský palác) je palác v Paříži, ve kterém sídlí Francouzské národní shromáždění. Nachází se v 7. obvodu na levém břehu řeky Seiny v úrovni Pont de la Concorde a Place de la Concorde.

## Historie
Bourbonský palác byl postaven pro Louise Françoise de Bourbon, dceru Ludvíka XIV. a Madame de Montespan, se kterou se oženil Ludvík III. Bourbon-Condé. Výstavba začala v roce 1722. Na stavbě se podílelo více architektů - Giardini, Pierre Cailleteau a po jejich předčasné smrti Jean Aubert a Jacques V. Gabriel, kteří dokončili stavbu v roce 1728. V roce 1764 byl palác rozšířen.

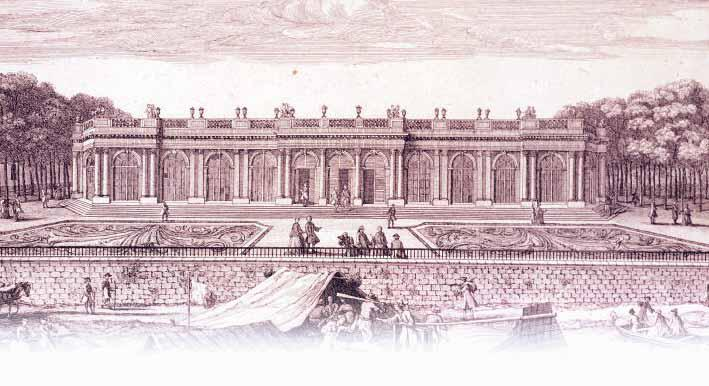
Palác v původní podobě

Palác byl v roce 1791 zabaven jako národní majetek. V roce 1794 zde sídlila École Polytechnique a v roce 1795 se zde usídlila Rada pěti set a architekti Jacques-Pierre de Gisors a Emmanuel-Chérubin Leconte upravili vnitřní prostor pro zasedání poslanců. Během Restaurace Bourbonů byl sice palác i sousední Hôtel de Lassay oficiálně navrácen princi de Condé, ale ten jej musel pronajmout Poslanecké sněmovně. Teprve v roce 1827 stát palác odkoupil a stal se jeho definitivním vlastníkem. V letech 1827-1832 proběhly vnitřní přestavby, které upravily palác do dnešní podoby. Vedl je architekt Jules de Joly. Budova od té doby prošla jen dílčími změnami. V roce 1843 stát opět získal Hôtel de Lassay jako sídlo prezidenta dolní komory a byl spojen s palácem velkou halou. Během 20. století bylo podkroví upraveno na kanceláře a v podzemí byla vybudována elektrárna a podzemní parkoviště.
K paláci patří i další stavby. Celková rozloha areálu činí 124 000 m2 a skládá se z Bourbonského paláce, paláce Lassay a dalších třech budov pro kanceláře poslanců. První budova má 8 pater a 5 podzemních podlaží a je s palácem spojena podzemní chodbou. Byla postavena v roce 1974 na Rue de l'Université, další se nachází na Bulváru Saint-Germain a byla získána v roce 1986 a poslední byla koupena v roce 2002 na Rue Aristide-Briand.

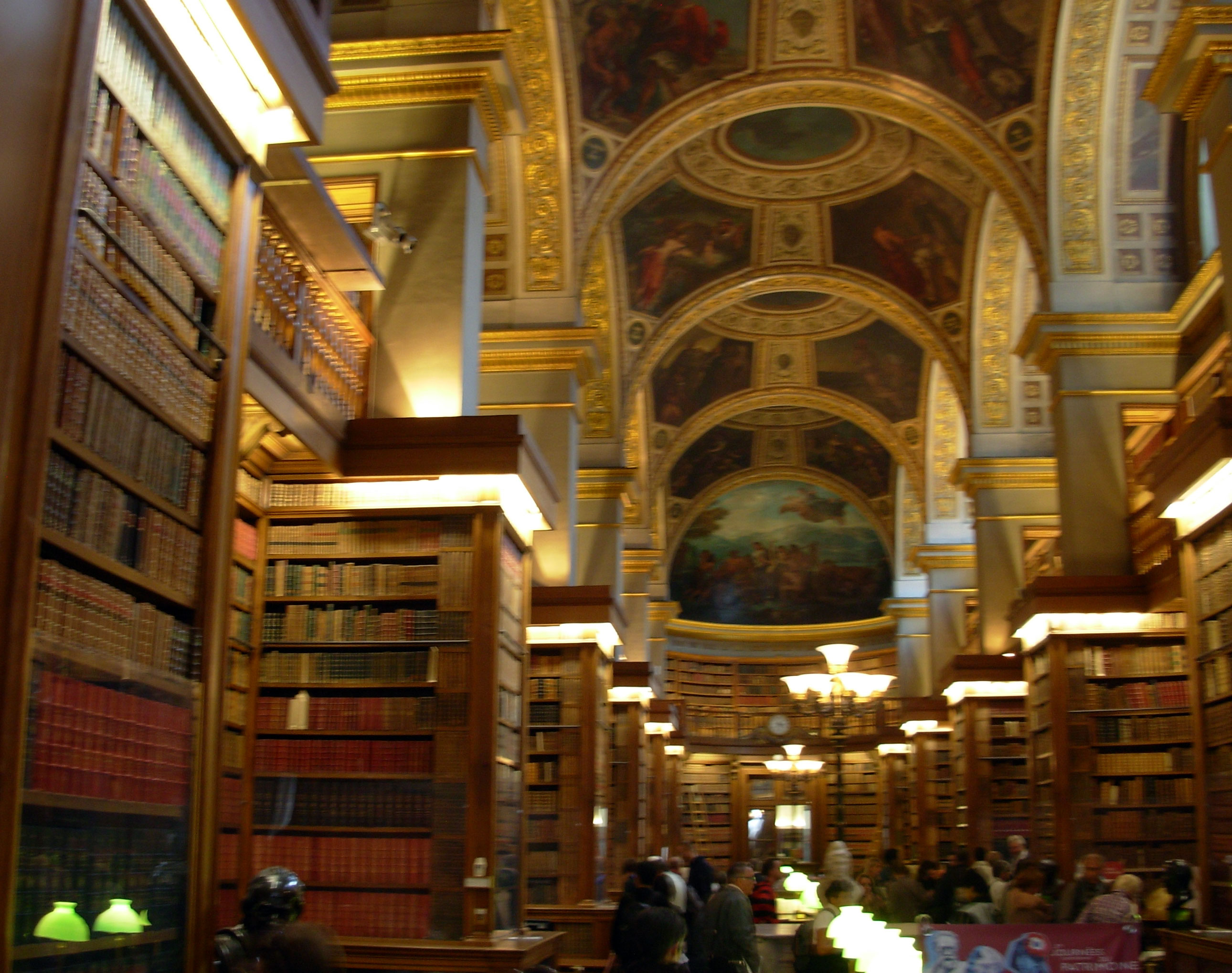
Knihovna Národního shromáždění je součástí Bourbonského paláce

Od roku 1795 sídlily v paláci všechny dolní komory francouzského parlamentu, s výjimkou krátkého období 1871-1879, během kterého sídlil na zámku Versailles po povstání Pařížské komuny a během přesídlení vlády a parlamentu do Bordeaux a pak do Vichy za druhé světové války.
- Rada pěti set (1795-1799)
- Zákonodárný sbor (1799-1814)
- Poslanecká sněmovna reprezentantů departementů (1814-1815)
- Sněmovna reprezentantů (červen-červenec 1815)
- Poslanecká sněmovna reprezentantů departementů (1815-1830)
- Poslanecká sněmovna (1830-1848)
- Národní shromáždění (1848-1851)
- Zákonodárný sbor (1852-1870)
- Poslanecká sněmovna (1879-1940)
- Národní shromáždění (od roku 1946)

## Výzdoba
Napoleon Bonaparte nechal podle plánů architekta Bernarda Poyeta mezi lety 1806-1810 přestavět severní průčelí směřující k řece. Bylo přidáno dvanáct korintských sloupů, které se podobají těm z kostela Madeleine na pravém břehu. Ve frontonu byl vyobrazen Napoleon na koni předávající zákonodárnému sboru vlajky ukořistěné v bitvě Slavkova. Po návratu Bourbonů k moci byl basreliéf stržen a nahrazen scénou, ve které Ludvík XVIII. předává ústavu Francouzům. I tento výjev byl odstraněn a během červencové monarchie nahrazen současnou výzdobou. Alegorie Francie v antickém oděvu stojící před trůnem je doprovázena Sílou a Spravedlností.
Čtyři sedící sochy u paty vstupního schodiště představují významné osobnosti francouzského státu:
- Maximilien de Sully (1559-1641), ministr (autor Pierre-Nicolas Beauvallet)
- Jean-Baptiste Colbert (1619-1683), ministr financí (Jacques-Edme Dumont)
- Henri François d'Aguesseau (1668-1751), sjednotitel práva (Jean Joseph Foucou)
- Michel de L'Hospital (1507-1573), soudce a kancléř (Louis Pierre Deseine)

Průčelí bylo obnoveno při dvoustém výročí Francouzské revoluce v roce 1989 a při této příležitosti byly čtyři sochy nahrazeny kopiemi. Schodiště je lemováno po stranách sochami bohyně Athény a titánky Themis. V roce 1837 byl na každou stranu fasády přidán basreliéf. Vpravo je Prométheus podporující Uměny (architektura, sochařství, malířství, hudba a poezie) a vlevo Veřejné vzdělávání (Minerva nebo Athéna výučují abecedu malé děti, obklopené devíti múzami a zástupci náboženské výchovy).